# Монохорд

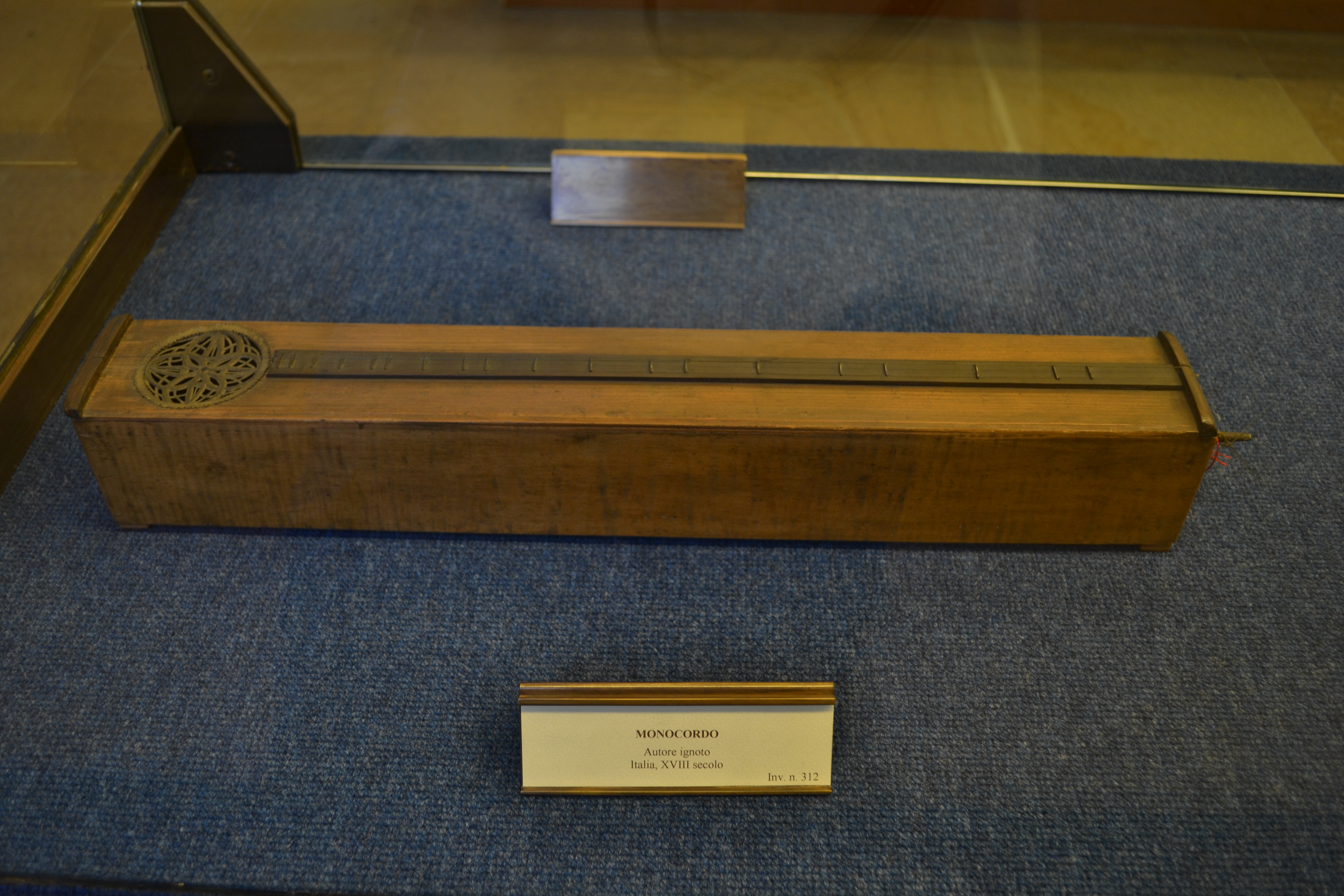
Монохорд XVIII века из собрания Миланского музея музыкальных инструментов

Монохо́рд (др.-греч. μονόχορδον, лат. monochordum, однострунник), также (музыкальный) кано́н (др.-греч. κανών <μουσικός>) — инструмент, служащий для точного построения музыкальных интервалов путём фиксации различных длин звучащей части возбуждаемой щипком струны. Состоит из основания (иногда — резонаторного ящика), на котором между двумя порожками (подставками) закреплена натянутая струна. Между порожками находится подвижная подставка (прижимающая струну снизу), перемещением которой фиксируют звучащую часть струны. На основание монохорда может наноситься шкала делений, маркирующая части струны. В Древней Греции (у пифагорейцев), в Средние века, в эпоху Возрождения и отчасти ещё в эпоху барокко монохорд служил для демонстрации соответствия определённых числовых отношений определённым музыкальным интервалам — в научных и учебных целях.

## Исторический очерк

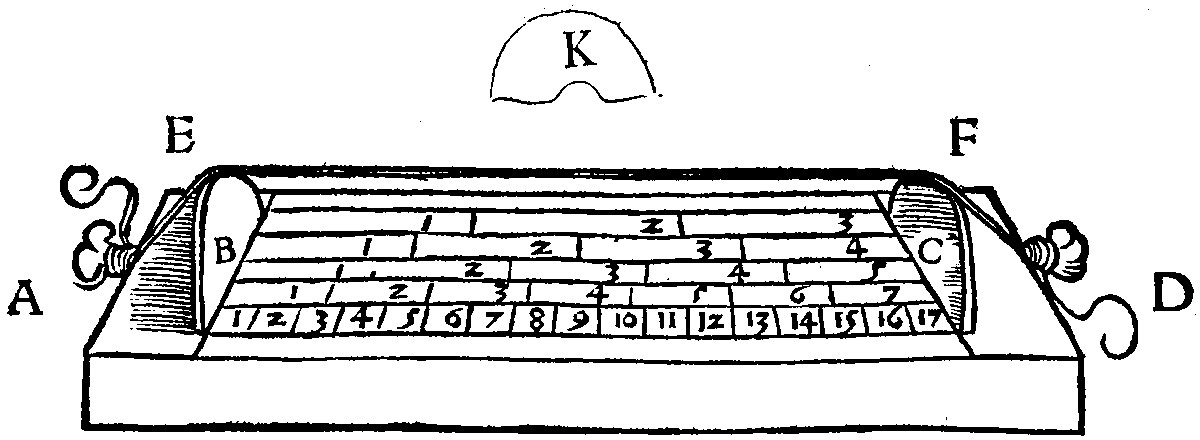
Монохорд (отдельно изображена подвижная подставка, или кобылка) из трактата Глареана «Додекахорд» (1547)

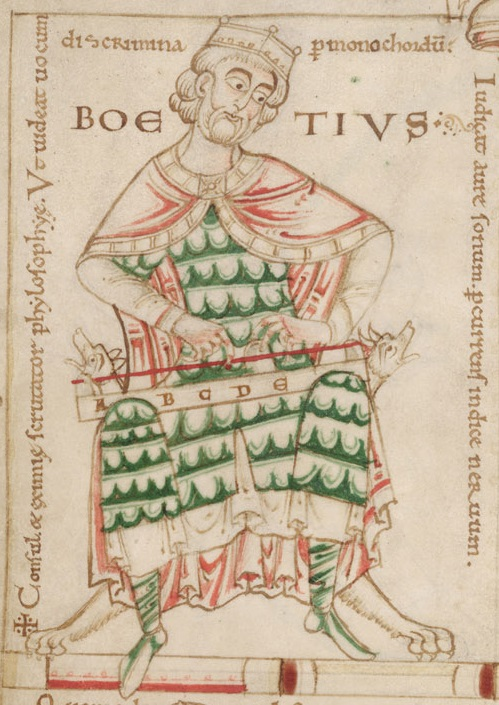
Боэций с монохордом. Книжная миниатюра XII века

Известный со времён греческой античности (традиция приписывает его изобретение Пифагору), монохорд был важнейшим пособием в элементарном музыкальном образовании и основным прибором для проведения музыкально-акустических измерений в Средние века, в эпоху Возрождения, вплоть до барокко. Наиболее общие пифагорейские принципы деления монохорда (интервал как отношение двух чисел, сложение и вычитание интервалов) изложены в труде «Деление канона» Евклида. Возможно, эта эллинистическая компиляция сделана по материалам не дошедшего до нас сочинения Архита Тарентского. Аутентичными (из 20) считаются только предложения 1-16. Позднейшие (известные только по источникам времён Ренессанса) предложения 17-18 трактуют положение подвижных ступеней тетрахорда (кинуменов) в энармоническом роде мелоса. Предложения 19-20 содержат алгоритм деления двухоктавного канона в диатонике. Слово «монохорд» (др.-греч. τὸ μονόχορδον) впервые встречается в гл.4 «Гармоники» Никомаха Герасского (II в. н. э.) и — примерно в то же время — в I,10 «Гармоники» Птолемея; чаще, однако, Птолемей использует словосочетание «однострунный канон» (др.-греч. κανών μονόχορδος).
Деление монохорда в диатоническом роде и набросок деления в хроматическом роде находятся в трактатах о гармонии Трасилла и Гауденция. Детализированный расчёт тетрахордов по всем родам мелоса принадлежит Птолемею (который, впрочем, обсуждает канон также как музыкальный, а не только научный, инструмент). Впервые полный расчёт монохорда во всём объёме Полной системы и во всех родах мелоса выполнил Боэций.
В дальнейшем деление монохорда стало частью трактатов о музыке, в той или иной степени точности воспроизводивших Боэция (как у Якоба Льежского, Генриха Глареана и очень многих других), продвигавших свою методитку деления струны (два способа деления Гвидо Аретинского) или развивавших собственное музыкально-акустическое учение, как, например, у Конрада из Цаберна (внедрял в обучение клавишный монохорд), Лодовико Фольяно, Джозеффо Царлино, Андреаса Веркмейстера.
Похожий инструмент на прямоугольной рамке называется геликон.
Термин «монохорд» также применяется как родовое название для музыкальных инструментов, имеющих в качестве источника звука единственную струну (например, однострунный ребаб, танпура, данбау, беримбау, трумшайт).
Прекрасно играл на монохорде советский учёный-аэродинамик Г. Н. Мусинянц